# 221 (число)
221 (Дві́сті два́дцять оди́н) — натуральне число між 220 та 222.
- 221 день в році — 9 серпня (у високосний рік 8 серпня).

## В інших галузях
- 221 рік, 221 до н. е.
- В Юнікоді 00DD  16  — код для символу «Y» (Latin Capital Letter Y With Acute).
- NGC 221 (M32) — карликова еліптична галактика у сузір'ї Андромеди, супутник галактики Андромеди

M31.
- АКСМ-221 — двохвісний низькопідлоговий тролейбус виробництва Белкоммунмаш.